# Johannes von Leuzenbronn der Ältere
Johannes von Leuzenbronn der Ältere († 22. April 1444 in Murrhardt) war ein katholischer Priester, Benediktiner und Abt des Klosters St. Januarius in Murrhardt.

## Leben und Wirken
Johannes entstammte dem niederadligen Geschlecht der Herren von Leuzenbronn bei Rothenburg ob der Tauber.
Nach dem Ableben seines Vorgängers, Heinrich von Enslingen, wurde der ältere Johannes von den Mönchen des Klosters Murrhardt im Verlauf des Jahres 1406 zum Abt bestimmt. 
Bereits zu dieser Zeit genoss Johannes von Leuzenbronn den Ruf eines ausgezeichneten Finanzfachmannes und geschickten Verhandlungsführers, wie auch zeitgenössische Urkunden eindrucksvoll bestätigen. Unter seiner Führung konnte das Murrhardter Kloster seine Einkünfte drastisch steigern und seine Besitzungen durch kluge Zukäufe erweitern, so zum Beispiel um einen Hof in Oßweil sowie den Weiler Vorderwestermurr, der von den Grafen von Löwenstein erworben wurde.

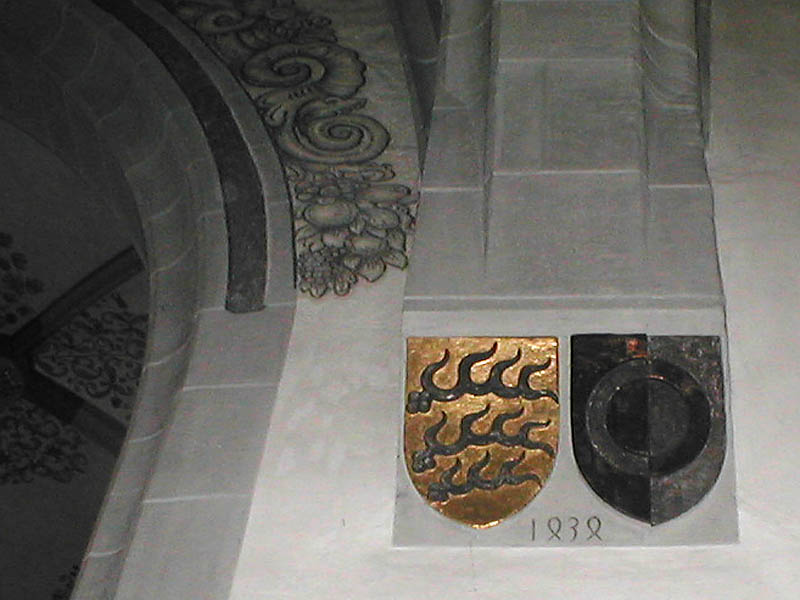
Wappenstein des Abtes Johannes von Leuzenbronn der Ältere und der Württemberger Vögte mit Jahreszahl 1434

Der gute Leumund, den er sich als Abt des Klosters Murrhardt erworben hatte, war sicherlich der maßgebliche Grund, weshalb Johannes von Leuzenbronn als einer von 126 Vertretern der Klöster zum Konstanzer Konzil für das Jahr 1417 berufen wurde. Im Verlauf der Beratungen, die vom 28. Februar bis zum 19. März 1417 im Kloster Petershausen stattfanden, wurde Abt Johannes vom neugewählten Papst Martin V. empfangen; bei dieser Gelegenheit ließ sich der Murrhardter Abt vom Heiligen Stuhl die Gründungsprivilegien des Klosters neuerlich bestätigten. 
Die hervorragende wirtschaftliche Lage der Abtei ließ Abt Johannes und seine Mönche den Plan eines umfassenden Umbaus der Klosterkirche in die Tat umsetzen. In einer von 1424 bis etwa 1451 andauernden Bauphase wurde der romanische Westturm abgerissen und die Vierung sowie der westliche Chor neu erbaut. Ursprünglich sahen die Planungen vor, eine einschiffige Kirchenanlage zu errichten – später entschlossen sich die klösterlichen Bauherren doch, die Kirche mit Seitenschiffen auszustatten. Als die Vierung 1434 fertiggestellt worden war, ließ Johannes von Leuzenbronn sein Wappen gemeinsam mit dem der württembergischen Schutzvögte an einem Vierungspfeiler anbringen, wo es sich noch heute befindet. 
Die Fertigstellung der Umbaumaßnahmen konnte Abt Johannes nicht mehr miterleben – Johannes von Leuzenbronn der Ältere verstarb am 22. April 1444 im Kloster Murrhardt und wurde im fertiggestellten Chor der Klosterkirche bestattet. Seine Nachfolge als Abt trat ein weiterer Vertreter seines Hauses an, Johannes von Leuzenbronn der Jüngere.

## Sonstiges
Mit einer Amtszeit von annähernd 38 Jahren war Johannes von Leuzenbronn der Ältere einer der am längsten regierenden Äbte des Klosters Murrhardt.